# Богешти (Вранча)
Богешти (рум. Bogheşti) насеље је у Румунији у округу Вранча у општини Богешти. Oпштина се налази на надморској висини од 168 m.

## Становништво
Према подацима из 2002. године у насељу је живело 1835 становника, од којих су сви румунске националности.

### Хронологија
| Година       | 1992 | 1993 | 1994 | 1995 | 1996 | 1997 | 1998 | 1999 | 2000 | 2001 | 2002 | 2003 | 2004 | 2005 | 2006 | 2007 | 2008 | 2009 | 2010 | 2011 | 2012 | 2013 | 2014 | 2015 | 2016 | 2017 |
| ------------ | ---- | ---- | ---- | ---- | ---- | ---- | ---- | ---- | ---- | ---- | ---- | ---- | ---- | ---- | ---- | ---- | ---- | ---- | ---- | ---- | ---- | ---- | ---- | ---- | ---- | ---- |
| Становништво | 2015 | 1998 | 1968 | 1938 | 1918 | 1909 | 1899 | 1885 | 1857 | 1853 | 1821 | 1797 | 1783 | 1761 | 1755 | 1753 | 1748 | 1730 | 1715 | 1710 | 1698 | 1653 | 1632 | 1615 | 1608 | 1575 |